# Sanam Luang

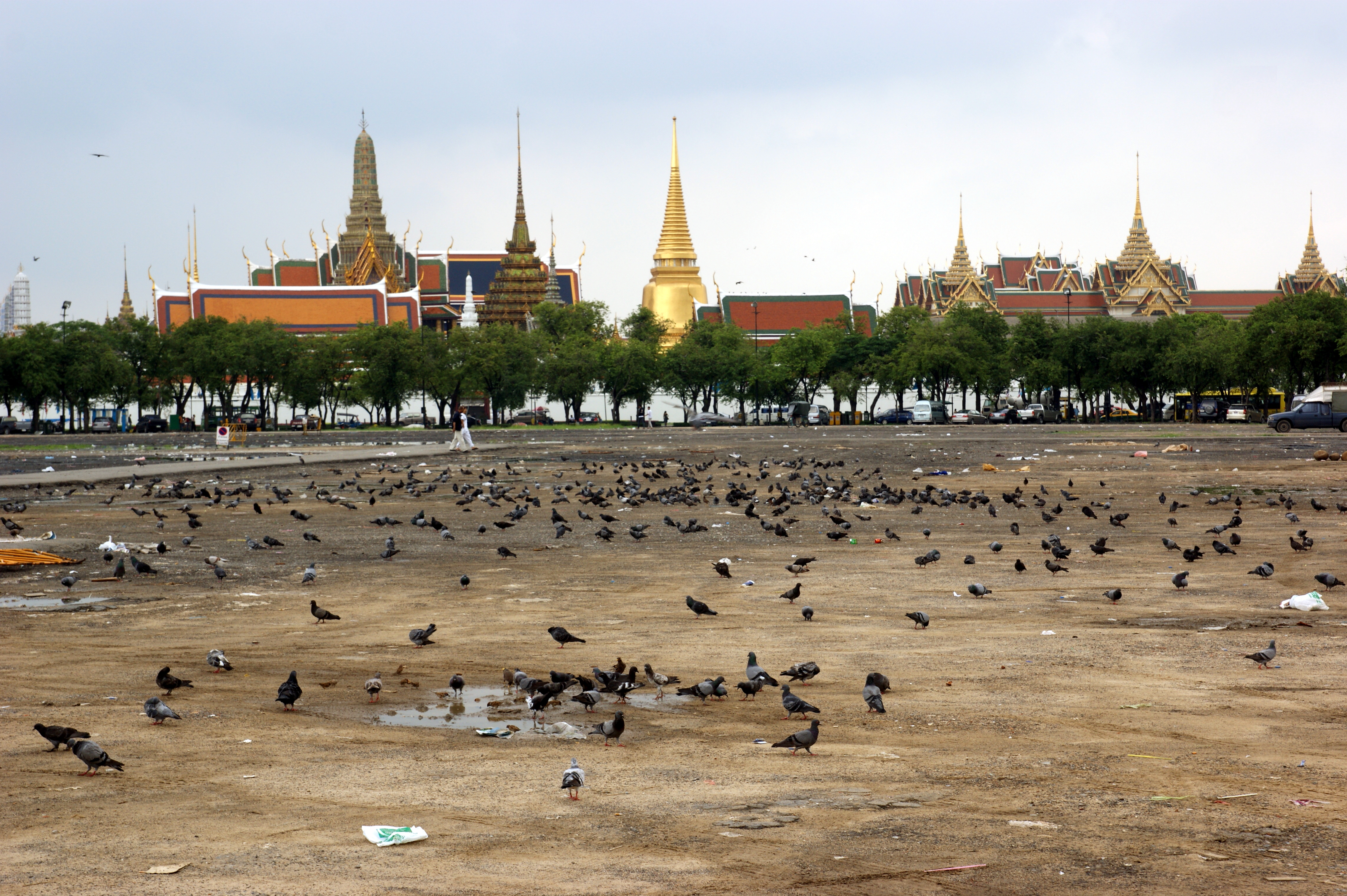
Gli edifici del Grande Palazzo Reale sullo sfondo di Sanam Luang nel 2009

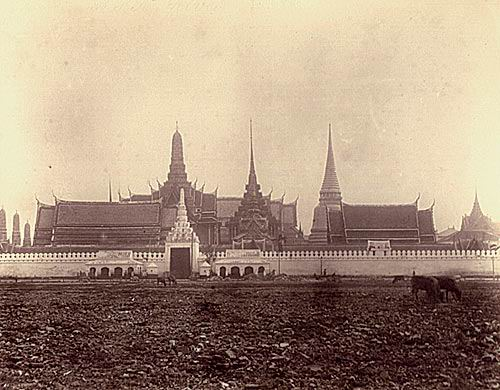
Sanam Luang verso la fine del XIX secolo

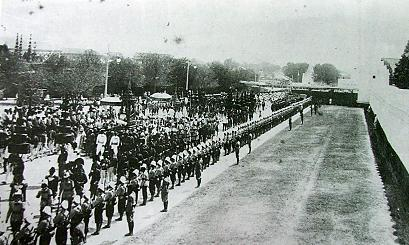
Il funerale di Rama V a Sanam Luang

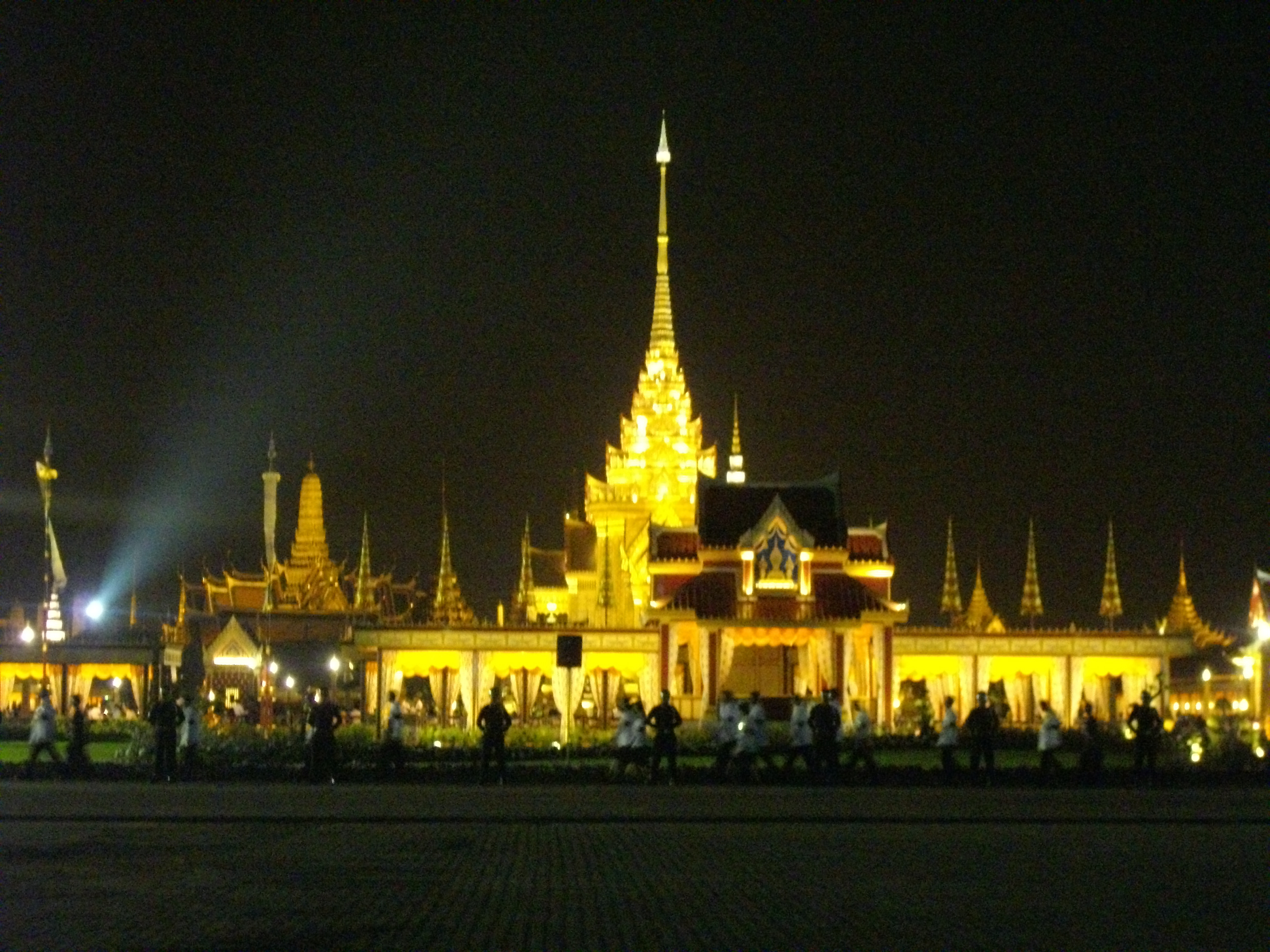
Il crematorio reale predisposto nel 2008 per la principessa Galyani a Sanam Luang, smantellato dopo la cerimonia

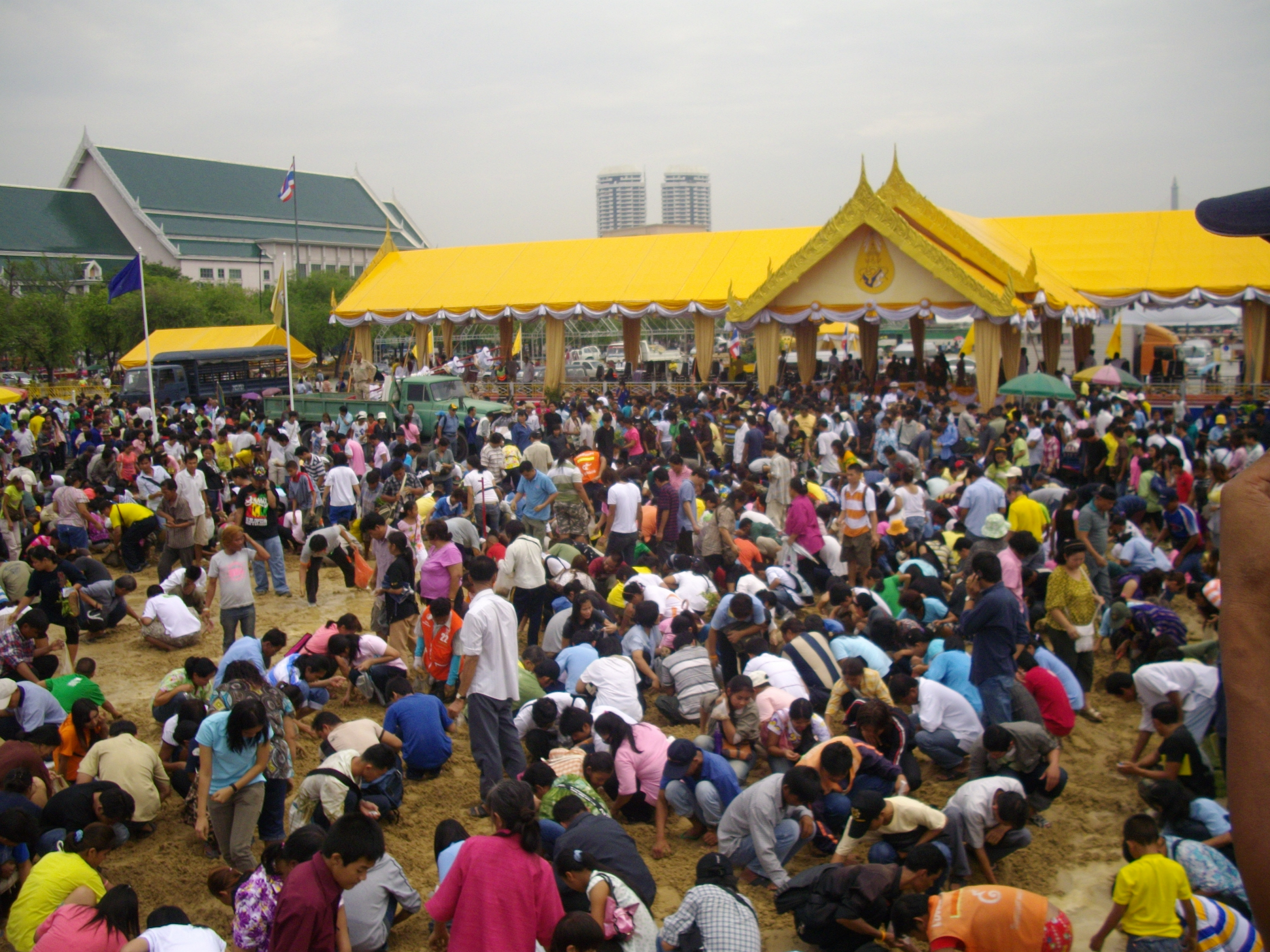
Cerimonia reale dell'aratura nel 2009

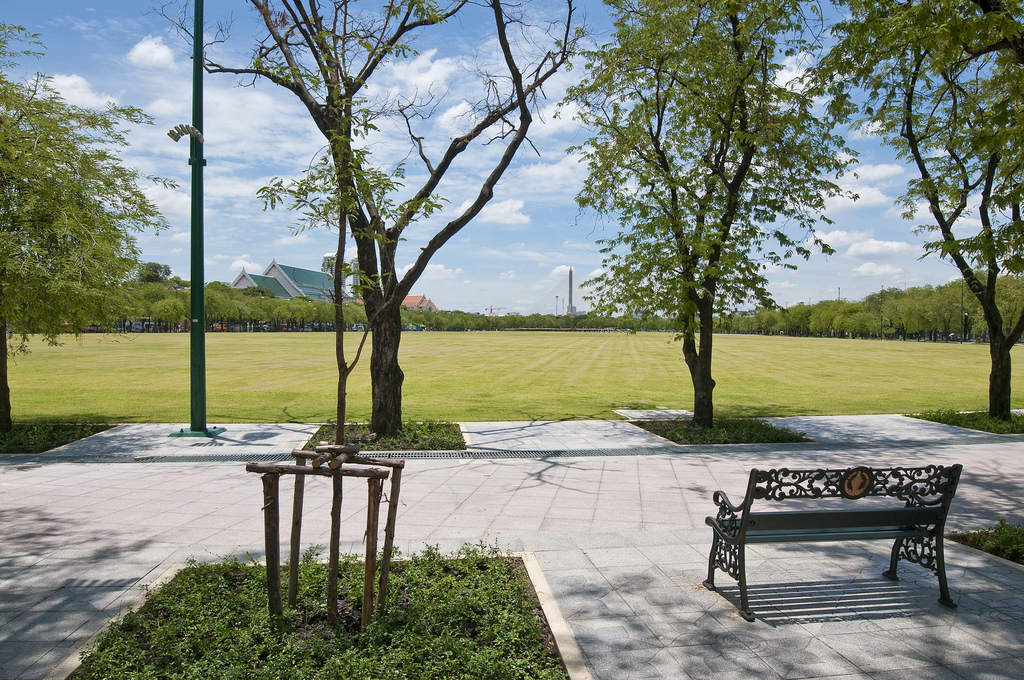
Il nuovo tappeto erboso, dopo la zollatura del 2010-2011

Sanam Luang (in lingua thai: สนามหลวง, traslitterato: Sanàam Lùang, letteralmente: campo reale) è una grande piazza pubblica situata nel distretto Phra Nakhon, nel centro cittadino di Bangkok, la capitale della Thailandia. È adiacente al Grande Palazzo Reale ed al Wat Phra Kaew, storici edifici della dinastia Chakri che regna sul paese dal 1782.
Grazie alla posizione centrale e alla vicinanza con diversi edifici di primaria importanza della politica, dell'istruzione e della tradizione nazionale, Sanam Luang è il luogo in cui si sono verificati i più rilevanti eventi socio-culturali, storici e politici di Bangkok.

## Storia
Quando il re Rama I nel 1782 fondò Bangkok, capitale del nuovo Regno di Rattanakosin, fece lasciare a nord del nuovo Grande Palazzo Reale uno spazio di circa 15 acri per celebrare le cerimonie di cremazione dei re e dei maggiori esponenti della famiglia reale. A tale spazio fu imposto il nome di Thung Phra Men (in lingua thai : ทุ่งพระเมรุ, letteralmente: campo per la cremazione reale). Fu fin dalla sua inaugurazione anche il luogo dove la famiglia reale si dilettava con gli aquiloni. Sul lato nord-ovest del campo fu eretto il Palazzo Davanti, residenza del viceré ed erede al trono Maha Sura Singhanat, la cui cerimonia di cremazione avvenne nel campo quando morì nel novembre 1803. A quel tempo il parco annesso al Palazzo Davanti delimitava a nord il Thung Phra Men.
Il re Rama III fece coltivare a riso il campo, che in occasione delle cerimonie di cremazione veniva riadattato allo scopo. Nel 1855, il re Rama IV impose allo spiazzo il nome Thong Sanam Luang, che in seguito fu abbreviato in Sanam Luang. Spostò inoltre nel campo la cerimonia dell'aratura, che tuttora vi si tiene a maggio prima della semina delle colture, e quella di invocazione delle piogge, che si celebrarono con grande sfarzo.
Nei primi anni di regno di Rama V (1868 - 1910), il sovrano entrò in conflitto con il suo viceré, gli lasciò il titolo ma lo esautorò dei suoi poteri. Fu confiscata ed annessa al campo reale quella parte di parco del Palazzo Davanti che lo delimitava a nord, vennero abbattute le costruzioni che vi si trovavano e Sanam Luang assunse così le sue dimensioni odierne, con una superficie di circa 30 acri (121 406  m²). Per l'occasione, Rama V fece piantumare a tamarindi il perimetro attorno alla parte centrale del campo, creando zone d'ombra. Queste modifiche furono apportate secondo lo stile europeo delle piazze di quel tempo, che il re aveva visitato nel corso dei suoi viaggi in Europa. La modernizzazione fu accompagnata da una serie di attività che comprendeva esposizioni, nuove celebrazioni, corse dei cavalli e giocare con gli aquiloni. Durante il regno di Rama VI, a Sanam Luang furono organizzate competizioni di corsa e venne predisposto un campo da golf.
Fino all'inizio degli anni trenta fu utilizzata esclusivamente dai membri della casa reale e dell'aristocrazia più in vista, ma le cose cambiarono dopo la rivoluzione siamese del 1932, il colpo di Stato che costrinse Rama VII a concedere la Costituzione e che relegò la monarchia a compiti puramente formali. Con le riforme che seguirono, la piazza fu aperta a tutti, divenne un luogo di confronto democratico per i cittadini nonché sede del Mercato del fine settimana, che negli anni successivi si sviluppò al punto da creare problemi e fu spostato nel quartiere periferico di Chatuchak nel 1982, in occasione del bicentenario della fondazione di Bangkok. Nel 1977 Sanam Luang fu inclusa nella lista dei siti di conservazione storica nazionale e fu di conseguenza riservata a scopi ricreativi, proibendo ogni attività commerciale al suo interno.
Il re Rama IX regnò dal 1946 al 2016 e le cerimonie ufficiali che si sono tenute in quel periodo furono le cremazioni reali e la cerimonia dell'aratura. L'unico dei defunti sovrani della dinastia Chakri che non è stato cremato a Sanam Luang è Rama VII, che morì in esilio in Inghilterra. Tra le cremazioni che hanno avuto luogo nella piazza vi furono quella nel 1986 della regina Rambai Barni, consorte di Rama VII, quella del 2008 della principessa Galyani Vadhana, sorella maggiore di Rama IX, e quella nel 2011 della principessa Bejaratana Rajasuda, l'unica figlia del re Rama VI.
Nel 2011, il nucleo centrale di Sanam Luang ha riaperto dopo un anno di ristrutturazione presentando un tappeto erboso che ha valorizzato la piazza; in precedenza vi erano solo pochi ed isolati ciuffi d'erba sulla terra battuta. Tra gli obiettivi che l'amministrazione si è posta dopo la riapertura, vi sono quelli di sradicare dalla zona della piazza la prostituzione, che nelle ore notturne è particolarmente diffusa, di allontanare i molti senzatetto e venditori ambulanti che vi stazionano abitualmente e di proibire le manifestazioni politiche che spesso l'hanno scelta come luogo di raduno. Con le nuove normative, l'accesso al campo centrale è vietato tra le 10 di sera e le 5 di mattina. Lo stesso re Rama IX fu cremato a Sanam Luang nell'ottobre 2017, un anno dopo la sua morte.

## Descrizione
Sanam Luang è composta dai seguenti elementi:
- un nucleo centrale di forma ovale in terra battuta, rizollato nel 2011 con pannelli di erba naturale, di circa 150 x 600 metri con il lato lungo sull'asse sud-nord.
- lungo tutto il perimetro vi è un marciapiedi interno largo tra i 20 e i 30 metri che presenta 4 file di alberi.
- intorno al marciapiede interno vi è una strada con 4 corsie sul lato ovest e quella a 6 corsie sul lato est è il viale delle parate regali thanon Ratchadamnoen, fatto costruire da Rama V.[1]
- sui lati più esterni della piazza c'è il marciapiede esterno.

Il lato sud è delimitato dal complesso del Grande Palazzo Reale, il lato est dai palazzi del Ministero della Difesa e della Corte Suprema, il lato ovest dall'Università Silpakorn, dal complesso templare di Wat Mahathat e dalla zona che fu del Palazzo Davanti, dove hanno sede il Museo nazionale di Bangkok (il più importante del Paese). e l'Università Thammasat. Il lato nord è adiacente alla grande arteria stradale il cui lato ovest è la prosecuzione di Thanon Ratchadamnoen. Su tre dei quattro angoli della piazza e sul lato est si trovano dei giardinetti. Sul quarto angolo, quello di sud-est, si trova il piccolo santuario di Lak Mueang, che celebra la fondazione della città.

## Eventi
Oltre alle celebrazioni delle cremazioni reali e dell'aratura, organizzate dalle istituzioni reali, molti altri eventi hanno luogo a Sanam Luang. Nel corso dei settant'anni di regno di Rama IX, una grande folla si radunava nella piazza per festeggiarne il compleanno il 5 dicembre e le imponenti celebrazioni duravano diversi giorni. Ritenuto il padre della nazione, in suo onore tale data coincide con la festa del papà in Thailandia.
Altre attività che si svolgono nella piazza comprendono fiere, festival culturali e religiosi, concerti musicali, comizi politici ed eventi sportivi. È spesso il luogo dove si radunano a Bangkok i partecipanti a dimostrazioni politiche. Viene utilizzata anche per i picnic e per svolgere attività sportive. La vecchia tradizione della famiglia reale di giocare con gli aquiloni nella piazza è oggi praticata dalla popolazione.